# Baileya australis
Baileya australis är en fjärilsart som beskrevs av Augustus Radcliffe Grote 1881. Baileya australis ingår i släktet Baileya och familjen trågspinnare. Inga underarter finns listade i Catalogue of Life.